# District de Kamiukena
Le district de Kamiukena (上浮穴郡, Kamiukena-gun) est un district de la préfecture d'Ehime au Japon.
Selon l'estimation du 1er décembre 2011, sa population était de 9 412 habitants pour une superficie de 583,66 km2, donnant ainsi une densité de population de 16.1 hab./km2.

## Municipalité du district
- Kumakōgen